# Aramina
Aramina est une municipalité brésilienne de l'État de São Paulo et la Microrégion d'Ituverava.

## Démographie
| Évolution de la population (municipalité) | Évolution de la population (municipalité) | Évolution de la population (municipalité) | Évolution de la population (municipalité) |
| Année                                     | Population                                |                                           | %±                                        |
| ----------------------------------------- | ----------------------------------------- | ----------------------------------------- | ----------------------------------------- |
| 1970                                      | 5 042                                     |                                           | —                                         |
| 1980                                      | 3 446                                     |                                           | −31,7%                                    |
| 1991                                      | 4 064                                     |                                           | 17,9%                                     |
| 2000                                      | 4 763                                     |                                           | 17,2%                                     |
| 2010                                      | 5 152                                     |                                           | 8,2%                                      |
| 2022                                      | 5 420                                     |                                           | 5,2%                                      |
| ,                                         |                                           |                                           |                                           |